# La Cumbre (Matías Romero)
La Cumbre es una comunidad en el Municipio de Matías Romero Avendaño en el estado de Oaxaca.